# 地区計画
地区計画（ちくけいかく）とは、都市計画法第十二条の四第一項第一号に定められている、住民の合意に基づいて、それぞれの地区の特性にふさわしいまちづくりを誘導するための計画。
地区計画制度は、ドイツのBプラン（Bebauungsplan、「地区詳細計画」とも）制度などを参考に、昭和55年の都市計画法及び建築基準法の改正により創設された。都市計画法では、地区計画と「集落地区計画」、「沿道整備計画」、「防災街区整備地区計画」を合わせて地区計画等と定めている。

## 地区計画の構成
地区計画は、
1. 名称
2. 位置および区域
3. その他政令で定める事項（面積など）
4. 整備、開発及び保全に関する方針
5. 地区整備計画

から成っている。当該区域の全部又は一部について地区整備計画がないこともある。
方針は、まちづくりの全体構想を定めるものであり、地区計画の目標や地区の整備、開発及び保全の方針を定める。地区整備計画は、まちづくりの内容を具体的に定めるものである。地区計画の方針に従って、地区計画区域の全部または一部に、道路、公園、広場などの配置や建築物等に関する制限などのうち必要なものを詳しく定める。
平成12年の改正で、非線引き都市計画区域（市街化区域と市街化調整区域に線引きされていない都市計画区域）においても地区計画が適用されることとなった。現在では、市街化区域、市街化調整区域、非線引き区域のうち白地地域(用途地域の指定のない区域)において、地区計画が適用されることになった。

## 地区計画制度の特徴と分類

### 特徴と分類
| 種類                   | 主な目的                       |
| ---------------------- | ------------------------------ |
| 一般型                 |                                |
| 市街化調整区域地区計画 | 市街化調整区域の整備・保全     |
| 誘導容積型             | 公共施設の整備と土地の有効利用 |
| 容積の適正配分         | メリハリのある市街地空間の形成 |
| 用途別容積型           | 住宅立地の誘導と適正な用途配分 |
| 街並み誘導型           | 土地の有効利用と街並み形成     |
| 立体道路制度           | 道路の上下空間の有効利用       |

他の都市計画制度と異なり、特定の地域を対象としている。規制項目として、建築物の用途や形態・意匠の制限、容積率の最高限度・最低限度、建ぺい率制限、敷地面積の最低限度、建物高さの最高限度・最低限度、壁面の位置、外壁後退を含めることが出来る。また計画決定の主体が市町村であり、地区の実情に応じてきめ細かいまちづくりが期待できる。
日本都市計画学会の都市計画マニュアルによると、地区計画にはオールラウンドの一般型のほかに、地域の特性や目的別に6種類が定義されている（表）。ここでいう分類は、必ずしもどれか一つのみに当てはまるというものではなく、実際には複数の分類を組み合わせたような地区計画もある。
地区計画の対象としては、再開発事業・土地区画整理事業の区域、集合住宅、宅地開発された住宅地、大学・ビジネス街などの大規模な施設、駅前およびその周辺など、一定のまとまりのある区域が多い。

### 用途別容積型
用途別容積型の地区計画では、住宅と非住宅別で容積率を変えることで、人口減少の見られる中心部に人口流入の促進や、木造の密集地域に居住環境の向上を誘導する為に用いられる。

### 街並み誘導型
街並み誘導型地区計画では、
- 容積率の最高限度
- 壁面の位置の制限
- 敷地面積の最低限度
- 建築物の高さの最高限度
- 壁面後退部分の工作物の設置制限

などを定めることによって前面道路幅員による容積率の制限と斜線制限を緩和し、建物の高さや壁の位置がそろった街並みを誘導することを目的とする。また、容積率の上昇により地価の向上も期待できる。

### 立体道路制度
1989年に創設された立体道路制度により道路の上下空間に建築を行うことが出来るようになるが、この制度を利用するには地区計画において「重複利用区域」と「建築限界」を定める必要がある。
東京都港区の虎の門付近における環状2号線の建設促進を想定してつくられた制度であるが、実際に適用され完成したのは埼玉県和光市のデュプレ西大和（1994年3月供用開始）や大阪府泉佐野市のりんくうタウン（1994年4月供用開始）の方が先だった。（虎ノ門付近の共用開始は2014年3月。）

### 環境形成型
東京都が構想した、自然環境を街中に形成するための地区計画。道路から門や塀などをセットバックさせ、その部分を緑化スペースとして樹木を植える。これにより、道路沿いのみどりがつながり、住宅地内にみどりのネットワークが形成されることを狙う。

### 誘導容積型
土地の有効利用が必要であるにもかかわらず、公共施設が十分に整っていないため有効利用が十分に行われていない状況に置かれている地区について、地区整備計画において、公共施設の整備が行われた後に、目標とする容積率と整備が行われる前の地区の公共施設の現状に合った目標容積率より低い暫定容積率という二つの容積率を定め、公共施設が不十分な状況の下では暫定容積率を適用して市街地環境を保全し、地区整備計画で定められた地区施設の整備の条件が整えてから特定行政庁の認定を受ければ、目標容積率を適用するというもので、土地の高度利用促進を図るために活用される諸制度。容積緩和型ともいい、再開発等促進区、沿道再開発等促進区制度、人工地盤型地区施設下の建築物の延べい率緩和、高度利用型、用途緩和型のそれぞれ地区計画、等。

## 地区計画制度と関連制度

### 地域計画と地区計画
地区計画は、用途地域や景観地区などの地域地区と関連する制度であり、併用しつつ運用することになる。

### 建築協定と地区計画
建築協定と地区計画は、いずれも地域の住環境に対して細かな計画と規制を行うため、似ている部分も多い。
建築協定では締結されるために100%の合意を必要とするため、合意しない敷地を外す（歯抜け）ことがある。地区計画では100%の合意でなくても制限をかけることは可能である。
特に大きな違いは、地区計画の強制力である。地区整備計画が定められた地区において、土地の区画形質の変更、建築行為等を行なう場合にそれを市長に届け出て、その届け出に係わる行為の内容が地区整備計画の内容に適合していない場合には、市長が設計の変更等必要な措置を講じるよう勧告することができる。この届出・勧告制度は強制力を伴わないが、建築基準法68条の2に基づく条例が策定されている場合、強制力を伴った規制（建築確認の要件）とすることもできる。

### 景観協定と地区計画
景観法により景観協定という新しい制度が発足したため、高さなどが制限できるのは地区計画と同じであるが、意匠など、景観に関して地区計画よりも制限できる項目が広い。

### 構造改革特別区域と地区計画
構造改革特別区域は、地方公共団体や民間の作成した特区構想に対し、国が特区法を制定し、地方公共団体などから特区の認定申請を受付け、国が特区を認定する。新しい法律が作成される為、容易に認定を受けられるものではないが、一度できれば地区計画以上の効果が期待できる。また、構造改革特別区域は複数の地方公共団体にまたがって計画することも出来る。

## 策定と施行

### 地区計画の策定
地区計画は土地利用に関しての詳細な計画であり、土地の権利者に新たな制限を与えることになるため、関係権利者の合意を得たものでなければならない。このため、意見反映の手続きを市町村条例で定めることになっている。
まちづくり計画案に対する土地所有者等の意見を求めて地区計画原案を作成し、公告縦覧等の都市計画法に基づく手続きを経て決定される。

### 地区計画の施行
地区計画が定められると、地区内での建築行為や開発行為の行為着手30日前までに市町村へ届出が必要となる。市町村は届出に対して地区計画に適合していない場合には、適合するよう勧告を行うことができる。
地区計画のうち、建築の形態に関わる事項は市町村が条例を定めることができる。この場合、確認申請の必要条件となり、条例内容に適合しないものは建てられなくなる。

## 地区計画の現状

### 各自治体での取り組み
地区計画制度は、地方自治体が条例を制定して運用することになっている。全国での最初の条例は昭和60年に神戸市で制定された「まちづくり条例」である。
多くの自治体では地区計画を予定している地区ごとに「まちづくり協議会」を認定し、コーディネーターや専門家を人材派遣し、計画策定を支援している。
平成12年度までに全国で約3,000件の地区計画が策定されている。

## 地区計画制度の課題

### 合意形成
現行法制度の下では、地区計画を定める場合の手続きとして、都市計画法に基づく案の縦覧を行い、利害関係を有する者の意見を求めることとされている。しかしながら、案を作成するまでのプロセスには統一された規定もなく、各自治体・地区によって方法も異なり（住民主導が望ましいが実際には中々困難である）、合意形成の程度も大きく異なっている。
また、いったん策定された地区計画は住民の手から離れ、各自治体が施行する。このため、時間がたつにつれて地区計画の内容が現状と合わなくなった場合に変更する必要が発生する。この頃には策定時とは利害関係者の構成が大きく変わっていて、合意形成は策定時以上に困難になる場合が多い。

### 既存不適格
建築時には法令に適合していたが、建築後に地区計画が施行されることによって、既存不適格となる建築物もある。既存不適格な建築物は、その建替や再建が困難となる。

## 関連法令
- 再開発地区計画、市街地再開発促進区域の都市計画
- 建築基準法 (第7節　地区計画等の区域（第68条の2～第68条の8）
- 密集市街地における防災街区の整備の促進に関する法律 (第五章　防災街区整備地区計画等, 第32条―第33条）
- 都市緑地法 (第三節　地区計画等の区域内における緑地の保全, 第二十条―第二十三条 第二節　地区計画等の区域内における緑化率規制（第三十九条）など

## 地区計画の例
主に地区面積の大きいもの、特徴的なものをまとめている。その他は各自治体の地区計画を参照。

### 北海道・東北地方
北海道
- あいの里地区（札幌市）
- 北彩都あさひかわ地区（旭川市）

岩手県
- 盛岡駅西口地区（盛岡市）

宮城県
- 仙台駅東第二地区（仙台市）
- 富沢駅周辺地区（仙台市）
- 泉中央地区（仙台市）

山形県
- 蔵王みはらしの丘地区（山形市・上山市）

福島県
- 福島北地区・福島西地区（福島市）
- いわき四倉中核工業団地地区（いわき市）

### 関東地方
茨城県
- 水戸ニュータウン地区（水戸市）
- 守谷駅周辺地区（守谷市）
- 緑地区（守谷市）
- みずき野地区(守谷市、従来の建築協定を地区計画へ移行）
- ひがし野地区（守谷市）

群馬県
- 高崎駅西口周辺地区（高崎市）
- 前橋南部地区（前橋市）

栃木県
- 宇都宮テクノポリスセンター地区（宇都宮市）
- フィオーレ喜連川地区（さくら市）

千葉県
- 幕張新都心住宅地区（千葉市海浜ニュータウン）
- 幕張新都心若葉住宅地区（千葉市）
- 蘇我副都心臨海地区（千葉市）
- 千葉中央港地区（千葉市）
- 稲毛北地区（千葉市）
- 土気東地区（千葉市）
- 柏北部中央・柏の葉キャンパス駅周辺地区・南地区（柏市）
- 柏北部東・柏たなか駅西地区（柏市）
- 妙典地区（市川市）
- 江戸川台東4丁目地区（流山市）

埼玉県
- 浦和駅西口南高砂地区（さいたま市浦和区、浦和駅西口南高砂地区第一種市街地再開発事業）
- 武蔵浦和駅周辺地区（さいたま市南区）
- 南浦和駅西口地区（さいたま市南区）
- さいたま新都心地区（さいたま市中央区）
- 大宮西部地区（さいたま市西区）
- 浦和東部第一地区、浦和東部第二北・中・南地区（さいたま市緑区）
- 岩槻南部新和西地区（さいたま市岩槻区）
- 戸塚安行駅周辺地区（川口市）
- 越谷レイクタウン地区（越谷市）
- 西大袋地区（越谷市）
- 所沢駅西口地区（所沢市）
- 熊谷流通センター地区（熊谷市）
- 高坂ニュータウン地区（東松山市）

東京都
- 六番町地区
- 池袋本町地区（豊島区）
- 東池袋四丁目地区
- 錦糸町・亀戸副都心地区（墨田区）
- 押上・業平橋駅周辺地区
- 地区計画「銀座ルール」
- 百人町三丁目・四丁目地区（新宿区）
- 大手町一丁目地区（千代田区）
- 赤坂9丁目地区（東京ミッドタウン）
- 赤坂サカス再開発地区計画
- 品川駅北周辺地区
- 大崎駅西口地区
- 広町一丁目周辺地区
- 品川 (東京都)#品川駅東口地区再開発地区(品川グランドコモンズ 品川インターシティ)
- 下北沢駅周辺地区
- 北沢五丁目・大原一丁目地区防災街区整備地区
- 荻窪三丁目地区
- 豊島八丁目地区
- 十条駅西口地区
- 浮間舟渡駅周辺地区
- 大谷口一丁目周辺地区
- 臨海町二丁目地区再開発地区（葛西沖開発事業）
- 中葛西二丁目地区
- 町田市鶴川第二地区（町田市）
- 向陽台地区（稲城市）
- 村山工場跡地地区（立川市・東村山市）
- 立川基地跡地関連地（立川市）
- 谷保第一地区（国立市）
- 三鷹台団地地区（三鷹市）
- ひばりが丘 (東京都)地区・ひばりヶ丘駅南口地区・ひばりヶ丘駅北口地区（西東京市）
- みなみ野シティ地区（八王子市）
- 桜ヶ丘地区（多摩市）
- 聖ヶ丘地区（多摩市）
- 唐木田地区（多摩市）

神奈川県
- 横浜みなとみらい21中央地区（横浜市西区）
- 関内駅周辺地区（横浜市、1986年横浜まちなみ景観賞）
- ヨコハマポートサイド地区（横浜市神奈川区）
- 港南丸山台地区（横浜市港南区）
- 港北ニュータウンタウンセンター北・南地区（横浜市都筑区）
- 綱島サスティナブル・スマートタウン地区（横浜市港北区）
- 新川崎地区（川崎市）
- 栗木マイコンシティ地区（川崎市、かわさきマイコンシティ）
- 殿町3丁目地区（川崎市）
- 新百合ヶ丘駅周辺地区（川崎市）

### 中部地方
富山県
- とやま都市MIRAI地区（富山市）

長野県
- 長野銀座地区（長野市）
- 長野木工団地地区（長野市）

静岡県
- 東静岡地区（静岡市）
- 南幹線地区（静岡市）
- 西遠広域都市計画地区（浜松市山手町 (浜松市)）

愛知県
- ラグーナ蒲郡地区（蒲郡市）

### 近畿地方
京都府
- 松井山手地区地区・欽明台地区地区（京田辺市・八幡市、京阪東ローズタウン）
- 四条通地区（京都市先斗町）

滋賀県
- .松が丘東・松が丘西・青山地区（大津市、飛島グリーンヒル）

兵庫県
- ポートアイランド中央・東・南地区（神戸市）
- 尼崎臨海西部拠点地区（尼崎市）

### 中国・四国地方
島根県
- クレアヒル松江地区（松江市）

鳥取県
- 鳥取新都市地区（鳥取市）

広島県
- 広島駅新幹線口周辺地区（広島市）

香川県
- 栗林公園北部地区（高松市）

徳島県
- 徳島本町地区（徳島市）

### 九州地方
福岡県
- 地行浜・百道浜地区（福岡市）
- 香椎副都心土地区画整理地区（福岡市）

佐賀県
- 佐賀城内地区（佐賀市）

鹿児島県
- 与次郎ヶ浜地区（鹿児島市）